# Charly Charrier
Pour les articles homonymes, voir Charrier.
Charly Charrier est un footballeur français né le 27 mai 1986 à La Roche-sur-Yon. Il évolue au poste de milieu de terrain offensif.

## Biographie
Il commence le football dans sa Vendée natale, d'abord à La Chapelle-Achard, puis aux Sables d'Olonne et à La Roche-sur-Yon. À 18 ans, il effectue une saison au centre de formation du Mans, mais ne goûte guère les joies de l'internat. Il revient donc en Vendée chez les amateurs de La Roche-sur-Yon. 
En janvier 2007, il rejoint l'AS Cannes qui évolue alors en National. Ne parvenant pas à s'y imposer (il ne jouera que 60 minutes), il retourne en Vendée, au Poiré-sur-Vie (où il joue un 16e de finale de Coupe de France face au PSG) en CFA2. Il joue ensuite à Luçon, en CFA, où il réalise 2 belles saisons (61 matchs et 15 buts à son actif, soit 0,25 but par match). 
Après un début de saison 2010-2011 de la même qualité (3 buts et 5 passes décisives en 12 matchs), il signe son premier contrat professionnel à l'En Avant de Guingamp le 27 décembre 2010. Il participe ainsi à la remontée immédiate en Ligue 2. Malgré sa qualité technique et un bon début de saison, avec une première titularisation en Ligue 2 dès la 1re journée de championnat face à Châteauroux et 3 titularisations (et 1 but) en Coupe de la Ligue, sa première saison à ce niveau est difficile et il joue de moins en moins à partir du mois d'octobre, période à laquelle l'équipe enchaîne alors 8 matchs de championnat sans défaite. Il parvient tout de même à tirer son épingle du jeu en fin de saison, à partir de la fin avril, en inscrivant 3 buts et délivrant 2 passes décisives lors des 5 dernières rencontres de championnat. Le club décide alors de prolonger son contrat jusqu'en juin 2014. 
Sa deuxième saison au deuxième échelon national est plus aboutie et sa progression bien réelle puisqu'il totalise déjà à mi-saison plus de temps de jeu et de titularisations que sur l'ensemble de la saison passée. Cependant, il ne fera que 5 apparitions lors des matchs retour et ne sera pas conservé après la montée en Ligue 1. Il choisira alors de retourner à Luçon, en National.
Victime d'une pubalgie et avec un temps de jeu très réduit dans le club amiénois (seulement 5 matchs joués sur la saison 2017-2018), il quitte le club à l'amiable en juin 2018.

## Statistiques
| Saison                | Club                  | Championnat           | Championnat | Championnat | Coupe nationale | Coupe nationale | Coupe de la Ligue | Coupe de la Ligue | Total | Total |
| Saison                | Club                  | Division              | M.          | B.          | M.              | B.              | M.                | B.                | M.    | B.    |
| 2006-2007             | AS Cannes             | National              | 5           | 0           | -               | -               | -                 | -                 | 5     | 0     |
| 2008-2009             | Luçon                 | CFA                   | 31          | 9           | 1               | 0               | -                 | -                 | 32    | 9     |
| 2009-2010             | Luçon                 | CFA                   | 29          | 6           | 2               | 1               | -                 | -                 | 31    | 7     |
| 2010-2011             | Luçon                 | CFA                   | 12          | 3           | 1               | 0               | -                 | -                 | 13    | 3     |
| Sous-total            | Sous-total            | Sous-total            | 72          | 18          | 4               | 1               | -                 | -                 | 76    | 19    |
| 2010-2011             | EA Guingamp           | National              | 9           | 0           | -               | -               | -                 | -                 | 9     | 0     |
| 2011-2012             | EA Guingamp           | Ligue 2               | 13          | 3           | 1               | 0               | 3                 | 1                 | 17    | 4     |
| 2012-2013             | EA Guingamp           | Ligue 2               | 20          | 1           | 3               | 0               | 1                 | 0                 | 24    | 1     |
| Sous-total            | Sous-total            | Sous-total            | 42          | 4           | 4               | 0               | 4                 | 1                 | 50    | 5     |
| 2013-2014             | Luçon                 | National              | 25          | 4           | 3               | 3               | -                 | -                 | 28    | 7     |
| 2014-2015             | Luçon                 | National              | 32          | 3           | 3               | 0               | -                 | -                 | 35    | 3     |
| 2015-2016             | Luçon                 | National              | 28          | 4           | 1               | 0               | -                 | -                 | 29    | 4     |
| Sous-total            | Sous-total            | Sous-total            | 85          | 11          | 7               | 3               | -                 | -                 | 92    | 14    |
| 2016-2017             | Amiens SC             | Ligue 2               | 37          | 3           | 1               | 0               | 1                 | 0                 | 39    | 3     |
| 2017-2018             | Amiens SC             | Ligue 1               | 3           | 0           | 1               | 0               | 1                 | 0                 | 5     | 0     |
| Sous-total            | Sous-total            | Sous-total            | 40          | 3           | 2               | 0               | 2                 | 0                 | 44    | 3     |
| 2018-2019             | Les Herbiers VF       | National 2            | 21          | 3           | 4               | 2               | -                 | -                 | 25    | 5     |
| 2019-2020             | La Roche VF           | National 3            | 15          | 13          | -               | -               | -                 | -                 | 15    | 13    |
| 2020-2021             | La Roche VF           | National 3            | 4           | 2           | -               | -               | -                 | -                 | 4     | 2     |
| 2021-2022             | La Roche VF           | National 3            | 21          | 14          | 8               | 6               | -                 | -                 | 29    | 20    |
| 2022-2023             | La Roche VF           | National 3            | 22          | 2           | 1               | 0               | -                 | -                 | 23    | 2     |
| Sous-total            | Sous-total            | Sous-total            | 62          | 31          | 9               | 6               | -                 | -                 | 71    | 37    |
| Total sur la carrière | Total sur la carrière | Total sur la carrière | 327         | 70          | 30              | 12              | 6                 | 1                 | 363   | 83    |

## Palmarès
- EA Guingamp :
  - Vice-Champion de France de Ligue 2 : 2013

- Amiens SC
  - Vice-Champion de France de Ligue 2 : 2017